# Afrepipona lamptoensis
Afrepipona lamptoensis är en stekelart som beskrevs av Giordani Soika 1965. Afrepipona lamptoensis ingår i släktet Afrepipona och familjen Eumenidae. Inga underarter finns listade i Catalogue of Life.